# Felipe Aspegren
Felipe Aspegren Berhönnr, deportivamente conocido como "El Patrón" (Cali, Colombia, 12 de febrero de 1994), es un futbolista colombiano naturalizado finlandés. Juega de defensor y su equipo es el FC KTP de la Veikkausliiga.

## Trayectoria

### HJK Helsinki
Hizo su debut el 20 de enero de 2012, jugando para el HJK Helsinki en un partido de la Copa de la Liga de Finlandia.

## Selección nacional
Aspegren nació en Colombia y se mudó a Finlandia a temprana edad, por lo que es elegible por las selecciones absolutas de estas naciones. Actualmente, está representando al país escandinavo en sus categorías inferiores (selección sub-19 y anteriormente la sub-18).[cita requerida]

## Estadísticas
| Club                      | Temporada           | Liga  | Liga  | Copa nacional | Copa nacional | Copa internacional | Copa internacional | Total | Total |
| Club                      | Temporada           | Part. | Goles | Part.         | Goles         | Part.              | Goles              | Part. | Goles |
| ------------------------- | ------------------- | ----- | ----- | ------------- | ------------- | ------------------ | ------------------ | ----- | ----- |
| Klubi-04 · Finlandia      | 2010                | 0     | 0     | 0             | 0             | -                  | -                  | 0     | 0     |
| Klubi-04 · Finlandia      | 2011                | 17    | 0     | 0             | 0             | -                  | -                  | 17    | 0     |
| Klubi-04 · Finlandia      | 2012                | 20    | 3     | 0             | 0             | -                  | -                  | 20    | 3     |
| Klubi-04 · Finlandia      | Total               | 37    | 3     | 0             | 0             | 0                  | 0                  | 37    | 3     |
| HJK Helsinki · Finlandia  | 2012                | 0     | 0     | 1             | 0             | -                  | -                  | 1     | 0     |
| HJK Helsinki · Finlandia  | 2013                | 0     | 0     | 2             | 0             | -                  | -                  | 2     | 0     |
| HJK Helsinki · Finlandia  | Total               | 0     | 0     | 3             | 0             | 0                  | 0                  | 3     | 0     |
| Inter Turku · Finlandia   | 2013                | 29    | 0     | 0             | 0             | 2                  | 0                  | 31    | 0     |
| Inter Turku · Finlandia   | Total               | 29    | 0     | 0             | 0             | 2                  | 0                  | 31    | 0     |
| SJK Seinäjoki · Finlandia | 2014                | 2     | 0     | 5             | 0             | -                  | -                  | 7     | 0     |
| SJK Seinäjoki · Finlandia | Total               | 2     | 0     | 5             | 0             | 0                  | 0                  | 7     | 0     |
| Kerho 07 · Finlandia      | 2014                | 2     | 0     | 0             | 0             | -                  | -                  | 2     | 0     |
| Kerho 07 · Finlandia      | Total               | 2     | 0     | 0             | 0             | 0                  | 0                  | 2     | 0     |
| TPS Turku · Finlandia     | 2014                | 10    | 0     | 0             | 0             | -                  | -                  | 10    | 0     |
| TPS Turku · Finlandia     | Total               | 10    | 0     | 0             | 0             | 0                  | 0                  | 10    | 0     |
| FC KTP · Finlandia        | 2015                | 30    | 0     | 5             | 0             | -                  | -                  | 35    | 0     |
| FC KTP · Finlandia        | Total               | 30    | 0     | 5             | 0             | 0                  | 0                  | 35    | 0     |
| FC Ilves · Finlandia      | 2016                | 27    | 1     | 5             | 0             | -                  | -                  | 32    | 1     |
| FC Ilves · Finlandia      | 2017                | 27    | 0     | 5             | 0             | -                  | -                  | 32    | 0     |
| FC Ilves · Finlandia      | 2018                | 21    | 0     | 4             | 0             | 2                  | 0                  | 27    | 0     |
| FC Ilves · Finlandia      | 2019                | 23    | 0     | 6             | 0             | -                  | -                  | 29    | 0     |
| FC Ilves · Finlandia      | 2020                | 20    | 0     | 5             | 0             | 1                  | 0                  | 26    | 0     |
| FC Ilves · Finlandia      | 2021                | 0     | 0     | 2             | 1             | -                  | -                  | 2     | 1     |
| FC Ilves · Finlandia      | Total               | 118   | 1     | 27            | 1             | 3                  | 0                  | 148   | 2     |
| Total en su carrera       | Total en su carrera | 228   | 4     | 40            | 1             | 5                  | 0                  | 273   | 5     |